# Madrugada Crunchyroll
Madrugada Crunchyroll (anteriormente exibido sob o título Crunchyroll TV) foi um bloco de programação derivado do serviço de streaming Crunchyroll e dedicado a exibição de animes dublados e legendados. Originalmente transmitido pela Rede Brasil, foi transferido para a Loading em dezembro de 2020.

## História
A Crunchyroll TV foi o primeiro bloco de televisão do serviço de streaming Crunchyroll em todo o mundo, ganhando ainda mais notoriedade por seu lançamento ter sido em um canal de TV aberta. O bloco originalmente foi exibido durante às segundas, terças, quintas, sextas e sábados às 20h na Rede Brasil.
O bloco teve sua data de estreia planejada para o dia 21 de abril de 2018, mas foi adiado por um imprevisto "envolvendo materiais". Sendo assim, uma semana depois, foi lançado sem problemas no dia 28 de abril de 2018 às 20 horas. Inicialmente os animes eram exibido somente com legendas em português e áudio em japonês.
Na edição de 2018 do evento Anime Friends, o gerente de mercado da Crunchyroll no Brasil, Yuri Petnys, anunciou que o bloco ganharia exibição diária, sendo que de segunda a sexta o bloco contaria com animes dublados e inéditos.
Em 6 de agosto de 2018 alguns animes foram exibidos dublados em português, embora, alguns animes eram transmitidos com seus idiomas originais e legendado em português, sendo diária a programação, até 17 de novembro de 2018.
Os episódios dublados exibidos no bloco são disponibilizados um dia depois na plataforma de streaming original, apenas para assinantes (usuários gratuitos não tem acesso aos episódios dublados).
Com a estreia do programa A Hora da Verdade no canal em 06 de julho de 2020, o bloco de animes é relocado para a faixa das 20:30 as 21:30.
No dia 1º de dezembro de 2020, a faixa da Crunchyroll tem um standby na programação da Rede Brasil devido a locação de 12 horas de programação da emissora Rede Mundial. Com isso, o programa foi transferido para a programação do canal Loading durante o horário de madrugada, desta vez sob o título de "Madrugada Crunchyroll" inspirado no método late night anime também utilizado em blocos como o Toonami. 

## Animes exibidos
Alguns animes foram exibidos tanto no Crunchyroll TV, quanto no Madrugada Crunchyroll:
- Akashic Records of Bastard Magic Instructor
- Berserk (2016)
- Black Clover[3][9][10][11][12][1][13]
- Darling in the Franxx[14]
- Death March to the Parallel World Rhapsody
- Free!
- Interviews with Monster Girls[12][1]
- Joker Game[9][1][5]
- KonoSuba[12][1][15]
- Miira no Kaikata[10]
- Miss Kobayashi's Dragon Maid
- Mob Psycho 100 (primeira temporada)[10]
- Nanbaka[10]
- Ojisan & Marshmallow[10]
- Orange[12]
- Planet With
- Re:ZERO[3][9][10][12][1]
- The Ancient Magus' Bride
- Twin Star Exorcists
- Welcome to Demon School! Iruma-kun
- Yamada-kun and the Seven Witches[16]